# Leptopelis bocagii
Leptopelis bocagii és una espècie de granota de la família dels hiperòlids que viu a Angola, Burundi, Camerun, República Democràtica del Congo, Etiòpia, Kenya, Namíbia, Ruanda, Tanzània, Zàmbia, Zimbàbue i, possiblement també, a Botswana, República Centreafricana, el Txad, Malawi, Moçambic, Nigèria, el Sudan i Uganda.